# Sälgtjärnen, Lappland
Sälgtjärnen är en sjö i Sorsele kommun i Lappland och ingår i Umeälvens huvudavrinningsområde. Sälgtjärnen ligger i Vindelfjällen Natura 2000-område.